# Религија у Алжиру
У Алжиру доминира муслиманско становништво које чини око 99% укупног становништва. Већина муслимана у Алжиру придржава се сунизма, маликијског мезхеба, школе судске праксе. У држави постоји око 100.000 хришћана, који су углавном припадници протестантског пентакосталног покрета. Према попису из 2012. године у држави постоји 2000 Јевреја, према Стејт департменту.
Према попису из 2012. године, ислам је био доминантна религија коју су чинили 99,75% становништва, док су хришћани и јевреји чинили 0,25% становништва.

## Ислам
Ислам, религија готово свих Алжираца изузетно утиче на свакодневни живот народа. Он пружа друштву свој централни социјални и културни идентитет и даје већини појединаца основна етичка уверења.
Od Алжирскоg рата за независност, режими су настојали да развију исламско арапску социјалистичку државу, како би министарство деловало у вези религиозних питања. Режим који је спровео Хуари Бумедијен доследно је тражио у много већи мери од својих претходника, да се повећа исламска свет и смањи утицај западних земаља, а права немуслиманског становништва и даље поштују. Влада под председником Бумедијеном спроводила је сличну политику.

### Рана историја
Пре насељавања Арапа у Алжиру, већина Бербера који су живели у планинским пределима, усвојила је традиционалном берберску митологију. Неки од њих примали су јудаизам, а у обалним пределима земље много су прихватили хришћанство под Римљанима. Свети Августин Хипонски је један од важнијих теолога у западном хришћанству, а рођен је у Сук Арасу, а предавао у Анаби, коју су тада називали Хипо. Почетком доласка Арапа у Магеб у другој половини 7. века, довео је до тога да ислам постане доминантна религија на овом подручју.
Током 7. века, муслимани су стигли и у севенру Африку, а до почетка 8. века, готово сви Бербери су били исламизовани. Муслимани у Алжиру углавном су припадници сунизма, док постоји и мали број њих који су припадници ибадитског покрета. Не постоје значајна присуства припадника шиитског ислама.
Једна од доминантних каректеристика муслимана у северној Африци била је култ светих људи или марабут. Веровали су да марабути имају божанску милост, што се огледало у њиховим наводним способностима да изведу чуда. Препознати као духовни људи, марабути су често имали велики број следбеника на локалном и регионалном нивоу. Муслимани су веровали да се божанство баракат може наследити или да га марабути могу пренети на њих, односно прогласити их својим следбеницима.
Турук, што значи пут или братство били су још један део ислама у Магребу, током средњег века. Свако братство је имало свој прописан пут до спасења, сопствене ритуале, знакове, симболе и мистерије. Братства су нарочито преовладавала у руралним и планинским пределима Алжира и другим деловима северне Африке. Њихови лидери су често били марабути или шеици. Сунитски муслимани су тада доминирали у урбаним пределима, били традиционално обучени и доста религиозни, а спроводили су верске и правне послове муслиманске заједнице.

## Ислам и држава Алжир
Јевреји и хришћане, чије религије су признате према курану и који су због своје писмености називани народом књиге, имали су дозволу да наставе своје животе и верски се определе, све дох их муслиманске власти не окарактеришу као опасне. Плаћали су порезе, а нису ни на какав начин ометали праксу ислама.
Убрзо по доласку француске колонијалне власти у Алжир, било је подстицање традиционалне муслиманске и алжирске културе. Француске идеје , за слободне религије су се разликовале од идеја муслиманског станивништва. Из тог разлога ислам је био снажан елемент отпора према Французима.
Након независности, алжирска Влада увела је државну контролу верских активносту у циљу националне консолидације и политичке контроле. Ислам је постао државна религија у уставу и религији државних лидера. Нити један закон не би могао бити донет ако би он на неки начин угрозио исламску веру или њена уверења. Државала је монополизовала изградњу џамија, а Министарство верских послова контролисало је око 5000 јавних џамија до средине осамдесетих година 20. века. Имаме су обучавали, именовали и плаћали их. Министарство верских послова је управљало верском имовином и исламским школама, пружало је верско образовање и обуку, створило посебне институције за исламско учење. И поред свих мера, велики део народа није био задовољан. Године 1964. појавио се милитанти исламски покрет Ал Киам и постао је претходница Исламског фронта спаса. Ал Киам је позвао на доминантну улогу ислама у правном и политичком систему Алжира и супроставио се оном што је западна пракса у друштвеном и културном животу Алжира. То се показало као најтежи изазов у држави, уз онај када је покушато да се прикључу социјалистичка политика уз исламски национални идентитет. Нови лидери Алжира видели су ислам и социјализам као компатибилне и карактеристике алжирксе културе и друштва, док је друштво видело ислам као једини карактеристику и сматрали је некомпатибилном са социјализмом.
Хуари Бумедијен је у великој мери контролисао милитантни исламизам током своје владавине, иако је током седамдесетих година деловао по другим именом и са новом организацијом. Након смрти Бумедијена, Шадли Бенџедид постао је нови председник Алжира, 1979. године. Чадлиов режим је био много толерантнији код исламиста. Ипак, политика арабизације (употреба арапскох језика у професионалним инстутуацијама и повећање арапског образовања) није успело да се реализује, Француска је оставила печат у земљи, а становништво које је знало француски језик, лакше су налазили посао.

## Верске мањине
Хришћанство је стигло у северну Африку за време римске ере. Његов утицај је опао током инвазија Арапа, али је био ојачан у наредном, византијском периоду, а након тога је постенено нестајао након арапским инвазија у 7. веку. У држави постоји мала пентекосталистичка и евенгелистичка заједница.
Католичка црква поново је успостављена након француског освајања, када је створена алжирска бискупија 1838. године. Прозелитизам муслиманског станивништва био је строго забрањен. Неколико римокатоличких мисија основаних у Алжиру бавило се хуманитарним и помоћним радом. Основане су школе, радионице, болнице и обука за особље нових установа. Неки од мисионара ових оргнаизација остали су у земљи и након независности Алжира, радећи међу и помажући најсиромашније становништву. Почеком осамдесетих година било је 45.000 католика, а већина њих су били странци или Алжирке које су се удале за Французе или Италијане. Осим тога постојала је и протестантска заједница. Влада је усвојила политику непитања о верској припадности прописима и анкетама, како би избегла религиозне тензије. Број хришћана током деведесетих година није познат.
Припадници бахаи вере први пут су пописани 1952. године у Алжиру. Иако је религија достигла одређени раст и деловала организовано 1967. године, период независности Алжира довео је до тога да су припадници бахаи вере исламизовани или протерани, а ова религије је забрањена у држави 1968. године. Међутим, Удружења Волфам и Алфа која се баве религијским пописима, проценили су да је у Алжиру било од 3,300 и 3,800, 2005 односно 2010. године.
Јеврејска заједница Алжира има значајну историју, а неки историчари тврде да су Јевреји настањивали ово подручје још за време Римског царства. Већина данашњих Јевреа су потомци избеглиц аиз шпанских прогона у 15. веку. Пре алжирског рата за независност, било их је око 140.000, а данас су готово сви напустили земљу.
Декрети из 1870. године имали су за циљ да асимилују колонисте Алжира у Француску, а Јеврејима је дато француско држављанство, па је већина њих отишла тамо. Деведесетих година 20. века процењивало се да их има око 1000. Иако се током арапско-израелских ратова није 1967. и 1973. године није догодио ниједан инцидент, група младића је уништила једну синангогу у Алжиру, почетком 1977. године.
Студија из 2015. године процењује да у Алжиру живи око 380.00 хришћанских верника који имају муслиманско порекло, а већина њих су припадници евангелистичке цркве.